# بورويل بي. بيل الثالث
بورويل بي. بيل الثالث (بالإنجليزية: Burwell B. Bell III)‏ هو أكاديمي أمريكي، ولد في 9 أبريل 1947 في أوك ريدج في الولايات المتحدة.